# 加藤タクヤ

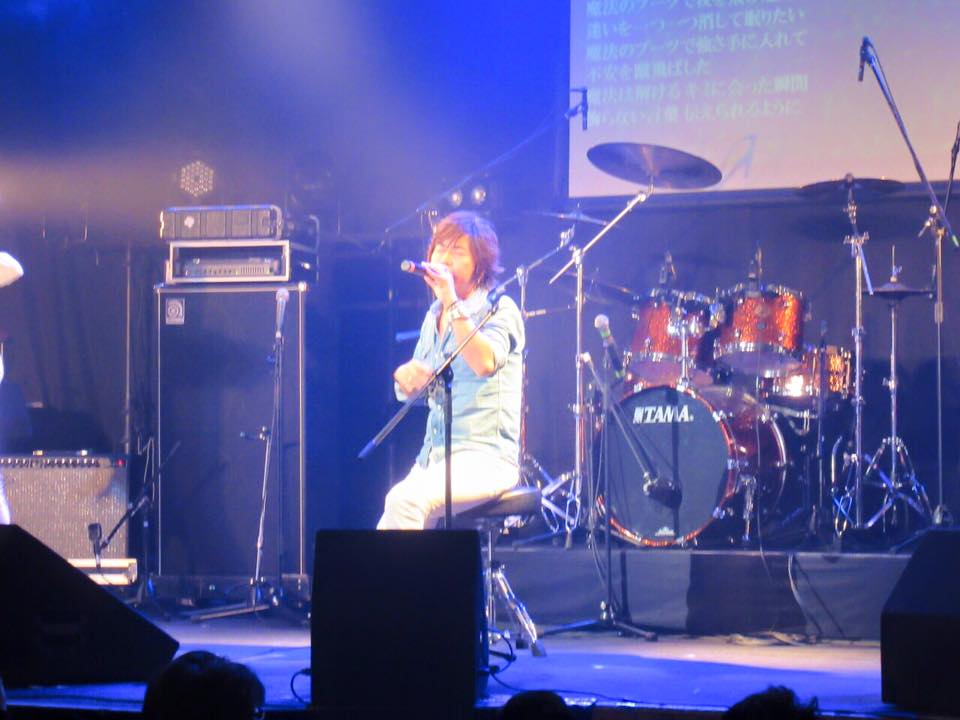
加藤タクヤ（ライブハウスにて）

加藤 タクヤ（かとう たくや、本名：加藤卓也、1972年5月2日 -）は、LOVE&PEACEをテーマとするデザイナー、タレント、シンガーソングライター、パーソナリティー、実業家、音楽プロデューサー。
現在、FULL METAL BOX Parade 代表、BSJプロジェクト総合プロデューサー。株式会社BSJ代表取締役。
愛知県名古屋市出身。O型。

## 概要
タレント、役者を経てシルバーアクセサリー「T-KOO52 from FULL MEATAL BOX」のデザイナーとして活躍するミュージシャン。
エンターテイメントユニット「Pink.フラミンゴ」のメンバーで、アクセサリーブランド「T-KOO52」のプロデュース、アパレルブランド「Katie Parade」のデザイナーを務める。
2015年からは名古屋発、勝手に応援チアアイドルBSJプロデューサー、名古屋大須・万松寺にてBSJシアターを設立して現在、総支配人を務める。
2021年4月に大須観音に本拠地を移し、コロナ感染対策として様々な設備を備えた
より広いシアターを設立。
名前を目に見えない敵に立ち向かうと言う意味を持つ、BSJシアターVANQUISH (ヴァンキッシュ)に変更した。
ここは名古屋Vロックの聖地、ライカエジソン名古屋の跡地ということもあり、名古屋に
新しいスポットを作りたいという思いが設立のきっかけとなった。
2021年現在、タレント活動として、
冠番組「加藤タクヤは感動したい!」（三重テレビ放送）MC をはじめ、
こちら”勝手に応援”探偵社！ ぎふチャン（岐阜放送テレビ）MCを務める。
また、大好きなクルマ、バイクなどのモータービークルを紹介する番組
モーターゾーンTV(テレビ埼玉・千葉テレビ放送・群馬テレビ・とちぎテレビ・岐阜放送・三重テレビ放送・びわ湖放送・奈良テレビ放送・テレビ和歌山)をタレントの福田ちづると共にMCを務める。
またミュージシャンの淳士とロックアパレルブランドの「PISTONIZM」を主催。シルバーアクセサリーショップ「FULL METAL BOX NEVERLAND」の代表兼プロデューサーの顔ももつ。
タレント活動としては、MCを務める番組などで”名古屋勝手に応援番長”を名乗る。あべ静江とともに日本骨髄バンク公認、日本骨髄バンク応援ソング”すべての命（ひかり）へ”も歌う。
2020年、歌手の田村直美とユニット、N.A.T.Sを結成。
あいち骨髄バンクを支援する会公式応援ソング！ARE YOU HAPPY READY!?
をリリース。売上の一部を骨髄バンクの活動に寄付。

## 略歴
1995年
- 大学卒業後、萩本欽一プロデュース・ミュージカル「裸になったサラリーマン！」全国ツアーでデビュー

1997年
- 単身渡米。アメリカ、ニューメキシコ州アルバカーキにてネイティブアメリカンから彫金技とスピリチュアル精神を学ぶ。

1998年
- 学生時代アメリカ大陸クルマの旅で魅了されたアメリカへ。ニューメキシコ、エンキットレコード「QUERQES」リリース。

1999年
- シルバーアクセサリーショップ、FULL METAL BOXを東京、恵比寿&名古屋、藤が丘に設立。久本雅美、みうらじゅんのプロデュースでデビューしたエンターテインメントユニット、Pink.フラミンゴにボーカルとして加入。

2003年
- ゆうばり国際ファンタスティック映画祭にてファンタランド大賞受賞作品、映画「SHA-CHI-HO-KO」主演（2001年制作、ENGEL、監督、薬師寺光幸* ）
- PINK・フラミンゴ写真集『コノユビトマレ』（2003）主婦と生活社

2004年
- アメリカLAリトルトーキョーでの紅白歌合戦にゲスト出演。紫綬褒章受章のハリウッドを代表するメイクアップアーティスト、カオリ・ナラ・ターナーの受賞式典にてオープニングアクトを務める。

2005年
- 愛・地球博（愛知万博）開催中6ヶ月間、NHK名古屋『さらさらサラダ』愛知万博のオフィシャルパーソナリティとして3年間オンエア。NHKから感謝状を授与。
- 愛知万博をPRする為に東京マラソンにも挑戦し完走。

2006年
- ミュージカル『シンドバッドの大冒険』出演。

2008年
- PINK・フラミンゴ1stアルバム「PINK魂」リリース（ALASKA RECORDS)

2009年
- 親友の淳士と二人でLOVE&ROCKをテーマとしたロックアパレルブランド、PISTNIZMを立ち上げる。
- FULL METAL BOX 10th Anniversary『FMB FES 009 in YOKOHAMA+NAGOYA』企画主催出演。

2010年
- ファーストソロミニアルバム”そら”リリース（KHAOS NUMBER)

2013年
- 自らが企画、立案したテレビ番組（スターキャットTV製作、毎日23:00～放送）『おすばん』がスタート。メインMCを務める。
- 共演、名古屋発アイドル、OS☆Uがアシスタントを務める。
- フリーペーパー【ぴあXSTARCAT】6月号『Hot Person』に登場

2014年
- FM愛知80.7『いわせとみきの金鯱塾』にて塾生として番組に参加。FM愛知80.7『ノリノリでいこうぜ！』光浦靖子、HAKUEI(PENICILLIN)、平沼紀久が繰り広げるコント番組に名古屋応援番長として番組後半をナビゲート。
- BSJシアター（名古屋大須の万松寺）にアイドル育成型の劇場が誕生。総支配人＆トータルプロデューサーに就任。劇場から応援で世の中を元気にしたいというコンセプトのチアアイドルユニットがデビュー。

2015年
- @FM毎週火曜日夜8時から新番組『勝手に応援!BSJ!』がスタートし、メインMCを務める。

2016年
- あいち骨髄バンクを支援する会を応援し、日本骨髄バンク公認ソング”すべての命（ひかり）へ”をうたう。

2017年
- 三重テレビ放送にて勝手に応援バラエティ”ダレヤネン”スタート。メインMC就任。
- 名古屋おもてなし武将隊、初代豊臣秀吉の俳優、宮田大樹とのコラボユニット、名古屋グルメとしても活動（翌年に岐阜放送（ぎふチャン）に放送エリアが拡大）

2020年
- 自身がプロデュースする「BSJプロジェクト」が、『2020年ご当地アイドル肩書きランキングBEST20』で第6位に選ばれる。

2023年
- 5月2日、自身の誕生日に「RUN-RUN-RUN」、「桃色の帰り道」、「大須２丁目若宮通り」の3曲を収録したCDをリリースする。

## 人物
デビューのきっかけは萩本欽一プロデュースの舞台オーディションに合格したことから。
長所は人懐っこい、誰とでもすぐ打ち解ける、明るい。
資格
普通自動車免許、大型二輪免許、小型特殊船舶
特技
装飾デザイン、シルバーアクセサリーデザイン、ギター、歌
趣味
車、バイク

## 作品
2008年
- PINK・フラミンゴ1stアルバム「PINK魂」リリース（ALASKA RECORDS)

2010年
- ファーストソロミニアルバム”そら”リリース（KHAOS NUMBER)

2014年
- 愛知県瀬戸市のご当地ヒーロー”陶神オリバー”主題歌『Wings Of Victory』をプロデュース - 作詞作曲。自ら歌う。

2017年
- あべ静江と太田美知彦とのBSJと加藤タクヤで結成した”骨髄バンク命（ひかり）応援団での共作曲『すべての命（ひかり）へ』（作詞：太田美知彦、あべ静江、加藤タクヤ / 作曲：太田美知彦）をリリース。この曲は日本骨髄バンク公認骨髄バンク応援イメージソングとして収益のすべてを骨髄バンクへ寄付している。
- 愛知県知事である大村秀章氏をイメージしたゆるキャラ”ひでっち”をPRするための曲、『ひでっち体操』をプロデュース。作詞、作曲、振付を担当。

2019年
- BSJプロジェクト名義で、女子プロサッカーチーム“NGUラブリッジ名古屋”の公式応援ソング！"ファイトっ！”リリース！

## レギュラー

### テレビ
- 加藤タクヤは感動したい!（三重テレビ、2020年7月～、毎月第2金曜日 23:20～23:50）[11]※ダレヤネン!の後継番組
- モーターゾーンTV（毎週火曜 深夜放送 テレビ埼玉・千葉テレビ放送・群馬テレビ・とちぎテレビ・岐阜放送・三重テレビ放送・びわ湖放送・奈良テレビ放送・テレビ和歌山） - タレント福田ちづるとメインMCを務める
- 加藤ちゃん三重ケンちゃん〜ぶらぶらテレビ〜（三重テレビ、2025年2月28日～、毎月第4金曜日 23:20～23:50）

### CM
- ティーズコンシェル
- くねくねラーメン

## 単発・過去レギュラー

### TV
- ダレヤネン!→勝手に応援バラエティ!ダレヤネンDX（三重テレビ放送、2016年8月～2020年6月 ） - メインMC＆企画、総合プロデュース
- こちら"勝手に応援"探偵社！（岐阜放送）
- 趣味悠々（NHK教育）　※レギュラー
- 出張！あなたをいやし隊（NHK名古屋）　※レギュラー
- おすばん（名古屋STAR CAT） - メインMCとして名古屋発アイドルグループOS☆Uと出演。2013年4月からオンエアー。　※レギュラー
- 愛知万博（NHK） - リポーター
- さんまのお笑い向上委員会（フジテレビ）

### ラジオ
- ノリノリで行こうぜ（FM Aichi） - 光浦靖子・HAKUEI・平沼紀久、名古屋応援番長として出演　※レギュラー
- いわせとみきの金鯱塾（FM Aichi） - 小鹿みき、塾生として出演　※レギュラー
- 勝手に応援！BSJ！（FM愛知、毎週火曜日夜8時オンエア、2015年～2020年8月 ）[12] - メインMC＆企画、総合プロデュース

### 映画
- SHA-CHI-HO-KO（黒沢清監督、2003年公開） - ゆうばりファンタスティック映画際大賞受賞作品 TAKUYA 役（主演）
- 愛知県瀬戸市のご当地ヒーロー”陶神オリバー”ショートムービー - ヒロインのお父さん役で出演。

### 舞台
- 萩本欽一氏プロデュース ミュージカル「裸になったサラリーマン！」（1997年）- 阪本役
- ミュージカル『シンドバッドの大冒険』出演（2006年）

### 写真集
- コノユビトマレ（主婦と生活社）

### イベント
- 第27回愛知サマーセミナー2015 - 特別講師
- ミスユニバースジャパンGIFU公式応援番長
- 2014年 K-14　タイムチャンピオン アーネスト・ホースト・MC